# Lew Karachan
Lew Michajłowicz Karachan (właściwie Lewon Michajłowicz Karachanian, ros. Лев Михайлович Карахан, Левон Михайлович Караханян; ur. 20 stycznia?/1 lutego 1889 w Tyflisie, zm. 20 września 1937) – ambasador Związku Radzieckiego w Turcji w 1937, zastępca komisarza ludowego spraw zagranicznych ZSRR 1927–1934, ambasador ZSRR w Chinach 1923–1926, pierwszy po nawiązaniu stosunków dyplomatycznych poseł nadzwyczajny i minister pełnomocny Rosyjskiej Federacyjnej Socjalistycznej Republiki Radzieckiej w II Rzeczypospolitej 1921–1922.
Aresztowany przez NKWD 3 maja 1937 za rzekome szpiegostwo w ramach masowego terroru w ZSRR okresu wielkiej czystki, rozstrzelany 20 września 1937. Zrehabilitowany w 1956.